# Madinat al-Ashir min Ramadân
Madinat al-Ashir min Ramadân (arabiska العاشر من رمضان, alternativt 10th of Ramadan) är en stad i Egypten, och är belägen i guvernementet ash-Sharqiyya. Staden består av två administrativa områden, kismer, och har cirka 160 000 invånare.